# Wagner (Bahia)
Wagner is een gemeente in de Braziliaanse deelstaat Bahia. De gemeente telt 8.807 inwoners (schatting 2009).

## Galerij

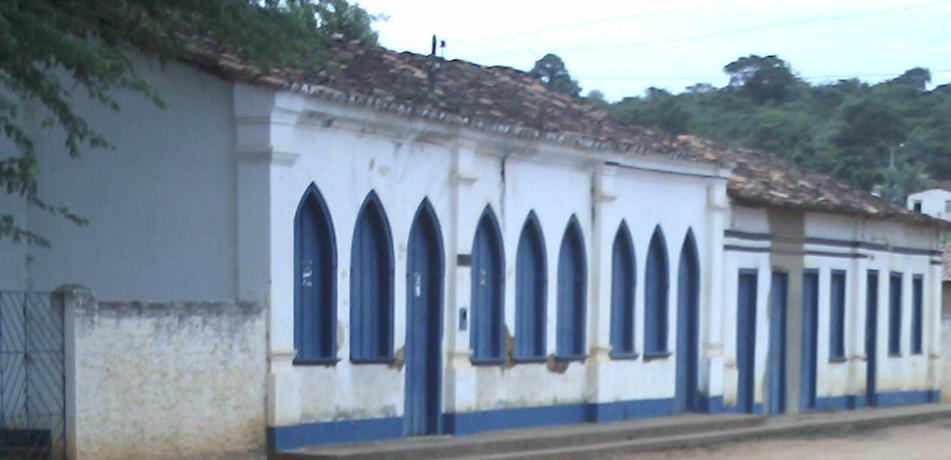
Cachoeirinha
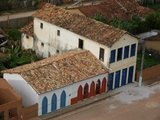
Cachoeirinha
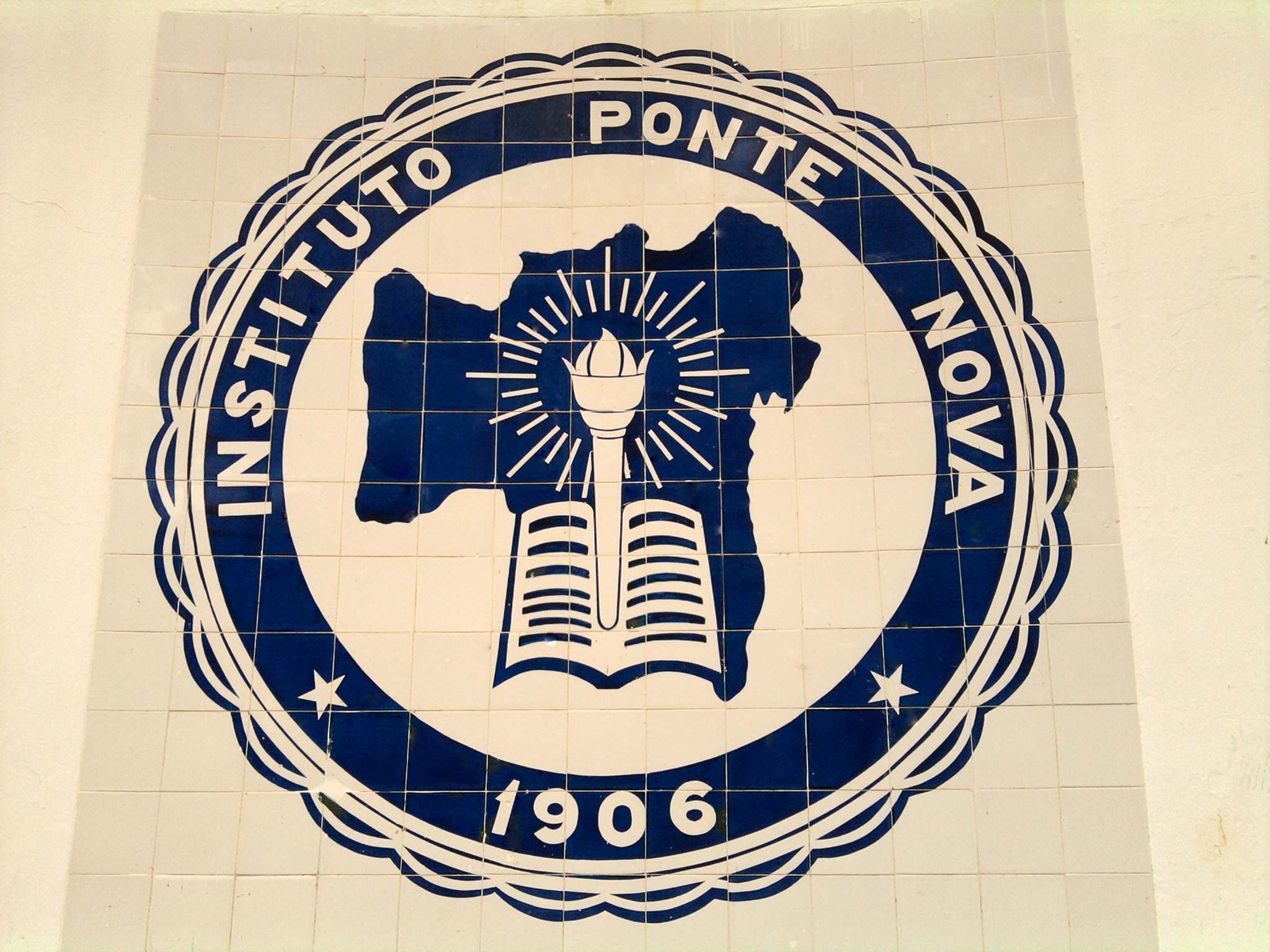
Instituut Ponte Nova
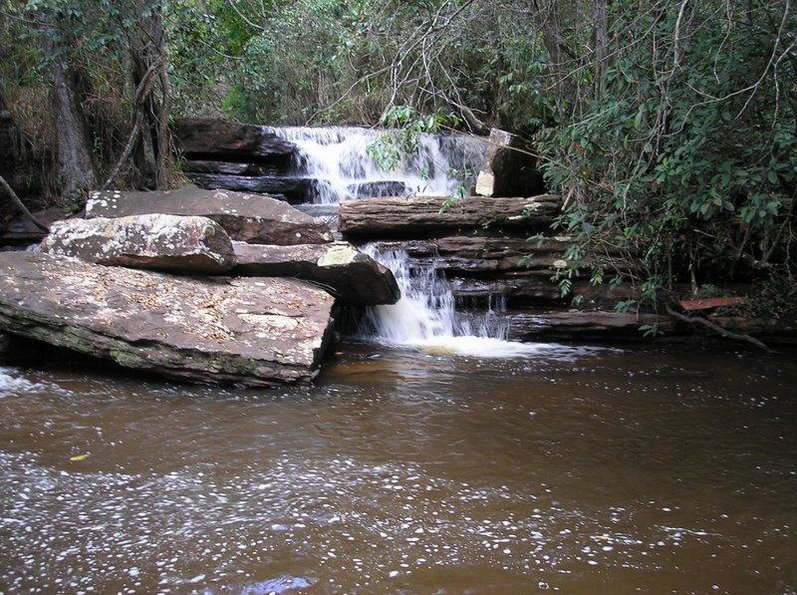
Waterval in de buurt van Cachoeirinha